# Річард Фленаган
Річард Міллер Фленеган (англ. Richard Miller Flanagan нар.1961, Лонґфорд, Австралія) — австралійський письменник, лауреат «Букерівської премії» 2014 року за свій шостий роман «Вузька стежка на далеку північ». Фленеган отримав нагороду з рук дружини принца Чарльза, герцогині Корнуольської Камілли.

## Життєпис
Річард Фленеган народився  1961 року в Лонґфорді, Тасманія, п'ятий з шести дітей. Він походить з родини ірландських засуджених, що були привезені у Тасманію 1840 року для відбування покарання. Виріс у віддаленому шахтарському місті Роузбері на західному узбережжі Тасманії. 

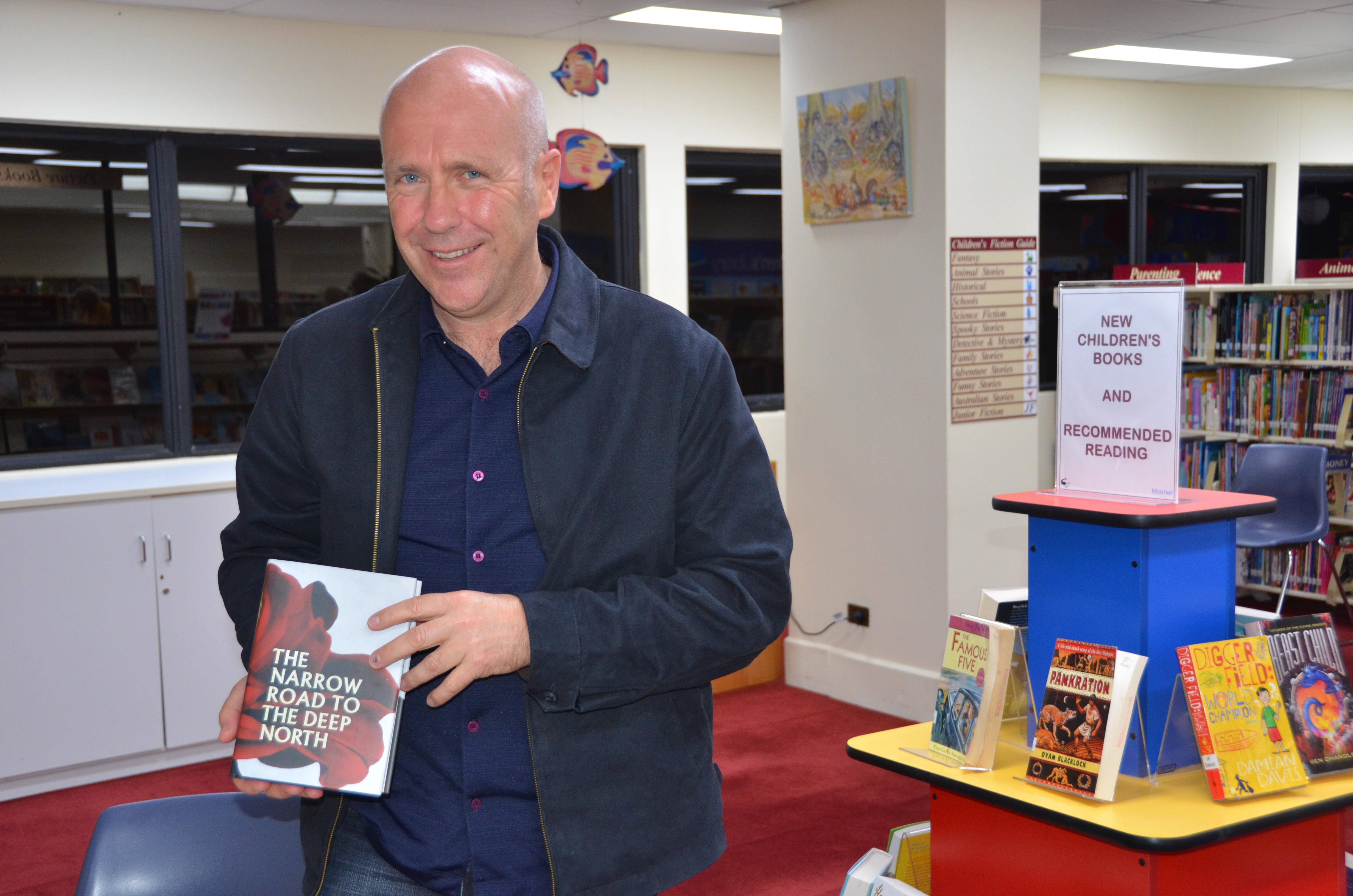
Річард Фленеган на презентації роману «Вузька стежка на далеку північ», 2 жовтня 2013

Один із його трьох братів — австралійський футбольний журналіст Мартін Фланеган.
Навчався Річард Фленеган в Університеті Тасманії, який закінчив з відзнакою 1982 року, отримавши диплом бакалавра мистецтв. У 1983 році був нагороджений стипендією «Rhodes Scholarship» в Оксфордському університеті. Пізніше працював річковим гідом. 
Перед тим, як написати свій перший роман, Фленеган видав чотири книжки у жанрі «нон-фікшн».
Окрім письменницької роботи, Фленеган займається також журналістикою. Його статті про літературу, навколишнє середовище, мистецтво та політику публікують «Le Monde», The Daily Telegraph, «Süddeutsche Zeitung», «The New York Times», та «The New Yorker». 
На написання роману «Вузька стежка на далеку північ» у Фленегана пішло майже 12 років. Один з есеїв письменника про зловживання компанії «Gunns» було надруковано накладом 50 тисяч примірників, для агітації на виборах. Врешті компанія збанкрутувала, а Фленеган отримав журналістську премію «John Curtin Prize».
Річард Фленеган один з найвідоміших у Австралії письменників. Він працював разом з Базом Лурманом над фільмом «Австралія» (2008), у якому головні ролі виконали Ніколь Кідман та Г'ю Джекмен.
У 1998 році письменник спробував себе як кінорежисер, екранізувавши власний роман «Звук удару однієї долоні». Картину було номіновано на «Золотого Ведмедя» Берлінського кінофестивалю.

## Премії та нагороди
Букерівська премія 2014 року за роман «Вузька стежка на далеку північ» («The Narrow Road to the Deep North»).

## Переклади українською
- Вузька стежка на далеку північ / Ричард Фленеган ; пер. з англ. Віктора Дмитрука. — Львів : Видавництво Старого Лева, 2017.  — 464 с[3].